# Fabrizio Rongione
Fabrizio Rongione, né le 3 mars 1973 à Bruxelles, est un acteur, humoriste, scénariste et producteur belge.
Révélé par les frères Dardenne dans Rosetta (1999), il est régulièrement présent dans leurs films : Le Silence de Lorna, L'Enfant, Le Gamin au vélo, Deux jours, une nuit. Il est plus connu du grand public à travers ses personnages dans deux séries télévisées à succès : ceux de Rémi Andreani dans Mafiosa et de Marcel Larcher dans Un village français.

## Biographie
Acteur belgo-italien, Fabrizio Rongione multiplie les expériences dans le domaine du cinéma, du théâtre et de la télévision.
Son parcours débute lorsque les frères Dardenne lui offrent le rôle de Riquet dans leur premier grand succès public, Rosetta, Palme d'or au Festival de Cannes 1999. Depuis, les cinéastes belges sont restés attachés à ce comédien authentique, puisqu'il se retrouve à l'affiche de L'Enfant, Le Silence de Lorna, Le Gamin au vélo et Deux jours, une nuit.
Son talent d’interprète dépasse les frontières belges. En Italie et en France, il joue dans des productions cinématographiques, télévisées et des pièces de théâtre. Son actualité[Quoi ?] se répartit entre la Belgique, la France et l’Italie.
Coauteur de deux seuls-en-scène avec Samuel Tilman, il partage son plaisir de l'écriture avec ses associés d’Eklektik Productions, une société de production bruxelloise.
En 2002, il reçoit le Prix du Théâtre du meilleur seul en scène pour À genoux.
En 2005, il fonde avec Nicolas de Borman, Samuel Tilman, Louis-Philippe Mamertin et Stéphane Heymans la maison de production bruxelloise Eklektik Productions qui développe ses activités dans la production de films (fiction, documentaire, animation) et dans le théâtre.
En 2013, 2014 et 2018, il anime les 3e; 4e et 8e cérémonies des Magritte,.
Fabrizio Rongione intègre l'équipe de chroniqueurs dans l'émission de radio belge Café serré sur La Première en septembre 2017.

## Filmographie

### Acteur

#### Cinéma

##### Longs métrages
- 1999 : Rosetta de Jean-Pierre et Luc Dardenne : Riquet
- 2001 : Zeno (Le parole di mio padre) de Francesca Comencini : Zeno
- 2002 : Le Troisième Œil de Christophe Fraipont
- 2004 : Ne fais pas ça ! de Luc Bondy : Joël, le chef cuisinier
- 2004 : Tartarughe sul dorso de Stefano Pasetto : Lui
- 2005 : L'Enfant de Jean-Pierre Dardenne et Luc Dardenne : le jeune bandit
- 2006 : Fratelli di sangue de Davide Sordella : Roberto
- 2006 : Nema problema / Pas de problèmes de Giancarlo Bocchi : le journaliste belge Maxime
- 2007 : Ça rend heureux de Joachim Lafosse : le réalisateur Fabrizio
- 2007 : Le Dernier Gang d'Ariel Zeitoun : Ilyo, le revendeur d'armes
- 2008 : Le Silence de Lorna de Jean-Pierre et Luc Dardenne : le chauffeur de taxi Flavio
- 2008 : Passe-passe de Tonie Marshall : Canolo
- 2008 : Il nostro messia de Claudio Serughetti : Marrani
- 2009 : Lionel de Mohamed Soudani : Danièle
- 2009 : L'altro Uomo de Emiliano Corapi : le preneur d'otages
- 2010 : La prima linea de Renato De Maria : Piero
- 2011 : Le Gamin au vélo de Jean-Pierre et Luc Dardenne : le libraire
- 2012 : Ombline de Stéphane Cazes : le C.I.P.
- 2012 : Diaz : un crime d'État (Diaz: Don't Clean Up This Blood) de Daniele Vicari : Nick Janssen
- 2012 :  Sulla strada di casa d'Emiliano Corapi : le chef des bandits
- 2012 :  L'Œil de l'astronome de Stan Neumann : le peintre
- 2013 : Une chanson pour ma mère de Joël Franka : Michel
- 2013 :  La Religieuse de Guillaume Nicloux : Père Morant
- 2013 :  Violette de Martin Provost : Yvon Belaval
- 2014 : La Sapienza d'Eugène Green : Alexandre Schmidt
- 2014 :  Deux jours, une nuit de Jean-Pierre Dardenne et Luc Dardenne : Manu
- 2015 : Le Cœur régulier de Vanja d'Alcantara : Léo
- 2015 :  Le Fils de Joseph d'Eugène Green : Joseph
- 2016 : La Fille inconnue de Jean-Pierre et Luc Dardenne : le docteur Riga
- 2016 :  Les Survivants de Luc Jabon : Nicolas
- 2016 :  Faut pas lui dire de Solange Cicurel : Alain Grégoire
- 2016 :  Il nido de Klaudia Reynicke : Saverio
- 2016 :  I figli della notte de Andrea De Sica : Mathias
- 2017 : Diane a les épaules de Fabien Gorgeart : Fabrizio
- 2017 :  Une part d'ombre de Samuel Tilman : David
- 2018 : Méprises de Bernard Declercq : Jacques
- 2019 : Romulus et Rémus  (Il  primo re) de Matteo Rovere
- 2019 : L'amore a domicilio d'Emiliano Corapi : Franco
- 2020 : Azor d'Andreas Fontana : Ivan
- 2020 : Losers Revolution de Thomas Ancora et Grégory Beghin : Giuseppe
- 2020 : Rosa pietra stella de Marcello Sannino : Tarek
- 2020 : L'Affaire Pantani (Il caso Pantani - L’omicidio di un campione) de Domenico Ciolfi : Marco Pantani
- 2020 : L'Incroyable histoire de l'Île de la Rose (L'incredibile storia dell'Isola delle Rose) de Sydney Sibilia : M. Carlozzi
- 2021 : L'Événement  d'Audrey Diwan : docteur Ravinsky
- 2021 : Diario di spezie de Massimo Donati : Philippe Garrant
- 2022 : Flowing (Piove) de Paolo Strippoli : Thomas
- 2022 : Il ritorno de Stefano Chiantini : Pietro
- 2022 : Orlando de Daniele Vicari : Michele
- 2023 : L'ordine del tempo de Liliana Cavani : Jacob
- 2023 : Amal : Un esprit libre (Amal) de Jawad Rhalib : Nabil
- 2023 : Wanted de Fabrizio Ferraro : le supérieur
- 2024 : Le Déluge de Gianluca Jodice : Cléry
- 2024 : L'Origine del mondo de Rossella Inglese : Bruno
- 2024 : Il barbiere complottista de Valerio Ferrara : le barbier

##### Courts métrages
- 1998 : Foudres de Véronique Van Meerbeeck : Tony
- 2000 : Tenir ma route d'Olivier Meys : Jessy
- 2001 : Dans l'ordre de Thomas Keukens : Ivo
- 2001 :  La Storia chiusanomine d'Emiliano Corapi : Giacomo
- 2003 : Una Domenica de Stefano Toni : Toni
- 2003 : La Roue tourne de Joanna Grudzińska
- 2006 : Niort-Aubagne de Pierre Renverseau : François
- 2006 : Voix de garage de Samuel Tilman : Marco
- 2009 : Légende de Jean l'Inversé de Philippe Lamensch : le narrateur
- 2011 : Mercato bébé de Christophe Regin
- 2012 : Le sens de l'orientation de Fabien Gorgeart
- 2015 : Août 1914 de Fedrik De Beul
- 2015 : Le Chevalier blanc de Bernard Yerlès
- 2016 : Réplique de Antoine Giorgini
- 2020 : Paolo et Francesca de Federico Caponera

#### Télévision
- 2006-2007 : Mafiosa, le clan (série télévisée), saisons 1 et 2 : Rémi Andréani
- 2008-2013 : Un village français (série télévisée), saisons 1 à 5 : Marcel Larcher
- 2015 : Home cinéma (émission) sur Be 1 : animateur
- 2016 : Marion, 13 ans pour toujours (téléfilm) [7] : David
- 2019 : Zone Blanche (série télévisée), saison 2 : Simon Lefranc
- 2019 : Unité 42 (série télévisée) : Pierre Remacle
- 2022 : Oussekine (mini-série télévisée) d'Antoine Chevrollier, épisode 4 : le président de la cour d'assises
- 2025 : La Rebelle : Les Aventures de la jeune George Sand de Rodolphe Tissot : Henri de Latouche

### Scénariste
- 2007 : Ça rend heureux de Joachim Lafosse

### Réalisateur
- 2003 : T'es le fils de qui toi ? (documentaire)

## Au théâtre

### Acteur
- 1997 : Vous permettez, Hugo ? de Tadeusz Różewicz, mise en scène d'Olivier Musenfarth - Bruxelles
- 1997 : Le Piège de Tadeusz Różewicz, mise en scène de Serenella Morelli : Franz Kafka
- 1998 : Bent de Martin Sherman, mise en scène de Derek Goldby : l'officier de la Gestapo et garde allemand - Bruxelles, Paris
- 1999 : Ferdydurke de Witold Gombrowicz, mise en scène d'Elvire Brison : Mientus - Bruxelles
- 1999 : Le Rouge et le Noir de Stendhal, adaptation de Jacques De Decker, mise en scène de Michel Wright : Julien Sorel - Bruxelles
- 1999 : Egmont de Goethe, mise en scène de Jean-Claude Idée - Bruxelles
- 2000 : Foudres, mise en scène de Véronique Van Meerbeeck
- 2001 : Couple ouvert à deux battants de Dario Fo, mise en scène de Daniela Bisconti - Bruxelles
- 2002-2003 : C'était Bonaparte, mise en scène de Robert Hossein : le général Napoléon Bonaparte - Paris
- 2005 : La Princesse de Babylone, mise en scène de José Besprosvany : le conteur - Schaerbeek
- 2005 : Papiers d’Arménie, mise en scène de Caroline Safarian : Azad - Bruxelles
- 2005-2007 : Le Jeu de l'amour et du hasard de Marivaux, mise en scène de Dominique Serron - Bruxelles
- 2007 : Un pour la route d'Harold Pinter, mise en scène de Marcel Gonzalez et Vincent Bruno : le bourreau - Bruxelles
- 2007 : Une rencontre de Fabrice Gardin, mise en scène de Claude Henuset : Marco - Bruxelles[8]
- 2008 : L'assassin habite au 21, mise en scène de Claude Henuset, d'après Stanislas-André Steeman : Ginger Lawson - Bruxelles
- 2013-2014 : Le Cid de Pierre Corneille, mise en scène de Dominique Serron : Rodrigue - Belgique
- 2014 : Lapin blanc, Lapin rouge de Nassim Soleimanpour - Théâtre Le Public, Bruxelles
- 2017 : Le Cid de Pierre Corneille, mise en scène Dominique Serron, Festival de Sarlat
- 2024: Porca Strada! Une histoire italienne de Fabrizio Rongione et Giuseppe Santoliquido, mise en scène  de Gabriel Alloing - Théâtre le Public (Bruxelles).

### Acteur, auteur, metteur en scène
- 1998 : Les Fléaux, coécrit et co-mise en scène de Samuel Tilman - Bruxelles, Paris
- 2001 : John and the wonderful’s, écriture collective, co-mise en scène de Samuel Tilman - Bruxelles
- 2002-2003 : À genoux, one-man-show, coécrit avec Samuel Tilman, mise en scène de Samuel Tilmanet Marcel Gonzalez - Bruxelles, Festival d'Avignon
- 2009 : On vit peu mais on meurt longtemps, one-man-show, coécrit et co-mise en scène de Samuel Tilman - Bruxelles, tournée Belgique et France

### Acteur et auteur
- 2019-2020 : Homo Sapiens, écrit avec Samuel Tilman, mise en scène Samuel Tilman - Théâtre de la Toison d'or, tournée

## Distinctions

### Récompenses
- 1998 : Grand Prix et Prix du public au Festival du rire de Bruxelles pour Les Fléaux
- 2002 : Prix du Théâtre du meilleur seul en scène pour A genoux
- Magritte 2015 : Meilleur acteur pour Deux jours, une nuit